# Kriszta Incze
Kriszta Tunde Incze (ur. 15 maja 1996) – rumuńska zapaśniczka startująca w stylu wolnym. Dwukrotna olimpijka. Zajęła ósme miejsce w Tokio 2020 w kategorii 62 kg i szesnaste w Paryżu 2024 w tej samej wadze
Zajęła ósme miejsce na mistrzostwach świata w 2017 i 2022. Wicemistrzyni Europy w 2019; trzecia w 2021, 2022 i 2023; piąta w 2017. Akademicka wicemistrzyni świata z 2016. Brązowa medalistka igrzysk europejskich w 2019, a także igrzysk frankofońskich w 2017. Piąta w indywidualnym Pucharze Świata w 2020. Siódma w Pucharze Świata w 2018. 
Mistrzyni Europy juniorów w 2016, trzecia w 2014 i 2015. Druga na ME U-23 w 2019; trzecia w 2017 i 2018 roku.